# بخش تینگسرید
بخش تینگسرید (به سوئدی: Tingsryds kommun) یک ناحیه شهری در سوئد است که در شهرستان کرونوبری واقع شده‌است.